# Inside the Darkness – Ruhe in Frieden
Inside the Darkness – Ruhe in Frieden (Originaltitel: Beneath the Darkness) ist ein Thriller aus dem Jahr 2011 des Regisseurs Martin Guigui mit Dennis Quaid in der Hauptrolle, der in Deutschland im Verleih der EuroVideo Bildprogramm GmbH erschien.

## Handlung
Die vier Freunde Travis, Abby, Brian und Danny beobachten eines Nachts Skurriles im Hause des örtlichen Bestatters Ely Vaughn.
Durchs Schlafzimmerfenster sehen sie, wie der seit zwei Jahren verwitwete Mann mit einer reglosen Frauengestalt im Arm durch den Raum tanzt. Angeregt durch ein Ereignis aus Travis’ Vergangenheit vermuten die Teenager, dass es sich um einen Geist handeln müsse und beschließen, der Sache genauer auf den Grund zu gehen. Als Ely eines Abends vermeintlich nicht zu Hause scheint, ergibt sich die Gelegenheit und drei aus der Clique brechen bei ihm ein. Travis, der jedoch seine Bedenken zu diesem Unternehmen äußert, bleibt in respektablem Abstand zum Haus, um die anderen zu warnen, falls Ely vorzeitig zurückkehrt.
Was Abby, Brian und Danny sodann im Schlafzimmer des Bestatters finden, lässt die drei erschaudern: Es ist kein Geist, aber die immer noch gut erhaltene Leiche von Mrs. Ely. In ihrer Panik werden die drei schließlich von Vaughn überrascht, der die ganze Zeit über im Haus gewesen ist. Abby und Brian können fliehen, während Ely den verstörten Danny am oberen Treppenabsatz bedrängt.
Weil er seinen besten Freund nicht im Stich lassen will, rennt Travis nun auch in das Haus des Bestatters und muss hilflos mitansehen, wie dieser Danny zunächst die Treppe hinunterstürzt und dem Teenager anschließend mit einem Fußtritt das Genick bricht.
Travis und seine beiden anderen Freunde fliehen daraufhin und zeigen Elys Tat bei der örtlichen Polizei an. Der Sheriff jedoch glaubt den Kids kein Wort und Vaughn Ely schafft es, den Tod Dannys als tragischen Unfall darzustellen. Niemand in Smithsville hegt auch nur den geringsten Zweifel an der Integrität des respektablen Mannes und so sind Travis, Abby und Brian schließlich auf sich allein gestellt, zu beweisen, dass Ely Vaughn ein eiskalter Psychopath ist.
Schon sehr bald wird ihnen schmerzlich bewusst, dass ihr Freund Danny nicht die einzige Leiche ist, die auf Elys Konto geht...

## Synchronisation
Die deutsche Synchronbearbeitung entstand bei der Metz-Neun Synchron Studio- und Verlags GmbH.
| Darsteller       | Rolle           | Synchronsprecher |
| ---------------- | --------------- | ---------------- |
| Dennis Quaid     | Ely             | Thomas Danneberg |
| Aimee Teegarden  | Abby            | Nora Jokhosha    |
| Stephen Lunsford | Brian           | Isaak Dentler    |
| Devon Werkheiser | Danny           | Peter Lehn       |
| Conrad Gonzales  | Officer Alvarez | Michael-Che Koch |
| Brett Cullen     | Sgt. Nickerson  | Ingo Albrecht    |
| Tony Oller       | Travis          | Patrick Mölleken |

## Hintergrund
- Die Produktionskosten beliefen sich auf etwa 7,3 Millionen US-Dollar.

## Kritiken
- Scary-Movies.de[2]: „Inside The Darkness ist aber entgegen des [sic!] Pressetextes weder "spannend", noch "beängstigend" und schon gar kein "Psychothriller der Extraklasse". Denn dem Film fehlt jeglicher Drive und die Handlung plätschert vor sich hin, was auch seiner Konzeption geschuldet ist, durch die der Zuschauer von Anfang an weiß, was Sache ist (siehe Inhaltsangabe). Es fehlen einerseits überraschende Wendungen in der von Beginn an weitestgehend transparenten Handlung, andererseits verhindern das miese Drehbuch, die einfälltige Inszenierung und die stereotypen Darsteller das Entstehen jeglicher Atmosphäre. Dennis Quaid hat vielleicht Spaß daran gefunden, hier mal in eine etwas andere Rolle zu schlüpfen, übermäßig gefordert und glaubwürdig wirkt er allerdings nicht. Viel mehr hat man des öfteren das Gefühl, was sicher vor allem dem gleichen deutschen Synchronsprecher zu verdanken ist, dass John Travolta besser in die Rolle des Ely Vaughn gepasst hätte. Dieser wäre sicher um einiges diabolischer ausgefallen. Dem Film hätte es nicht geschadet.“

- Moviesection.de[3]: „Auch wenn „Inside the Darkness“ gegen Mitte des Films ordentlich an Fahrt aufnimmt und dann auch wirklich spannend und unheimlich wird, verhindern ein mittelmäßiges Drehbuch und eine nur halbwegs gelungene Inszenierung, dass die nötige Atmosphäre entsteht. Gerade, wenn man sich einigermaßen mit der Story versöhnt hat, wird man von einem derart dämlichen Ende überrollt, dass man nicht genau weiß, ob man nun lachen oder heulen soll. Schade, hier wurde jede Menge Potenzial verschenkt!“